# Irène d’Olszowska

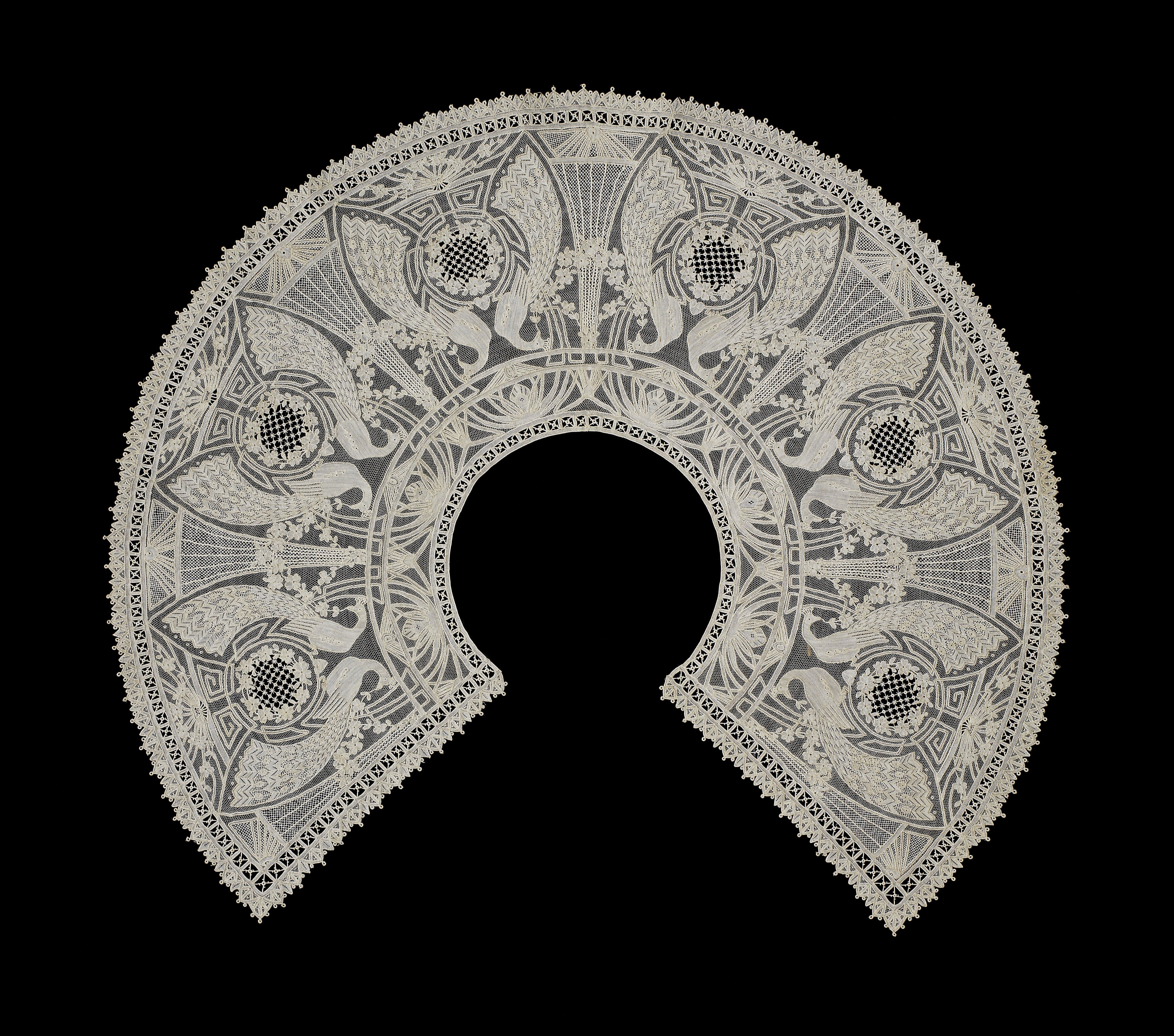
Irène d’Olszowska, um 1905. Kragen aus naturfarbener Nadelspitze: Brüsseler Netzspitze. Rundes Modell. Das sich wiederholende und symmetrische Muster besteht aus zwei männlichen Pfauen, die einander abgewandt sind, mit hängenden Schwänzen und auf einem runden Medaillon aus Blumen sitzen. Zwischen den aufeinanderfolgenden Pfauenpaaren befindet sich jeweils eine sich zur Mitte des Kragens hin verjüngende Säule mit einer Blumengirlande an der Spitze, die von den Pfauen im Schnabel gehalten wird. Ein verbindendes Muster aus stilisierten Seerosen verläuft entlang des Halsausschnitts. Alle Ränder sind mit einem geometrischen Muster aus durchbrochenen Quadraten versehen. Die Motive sind durch einen Netzgrund verbunden. Die Motive sind mit Girlandenstichen gearbeitet und weisen reliefartige Konturlinien auf. Zierstiche finden sich unter anderem in den durchbrochenen Medaillons, den durchbrochenen Quadraten entlang der Ränder sowie in den Säulen und Pfauenschwänzen. Rijksmuseum Amsterdam.

Irène d’Olszowska (* 28. Juli 1880 in Brüssel; † unbekannt) war eine belgische Spitzenklöpplerin, die im späten 19. und frühen 20. Jahrhundert tätig war. Als eine der ersten Designerinnen führte sie die eleganten, geschwungenen Muster des Jugendstils in die belgische Spitze ein.

## Leben und Werk
Irène d’Olszowska studierte bei Adolphe Crespin (1859–1944). Auf der Weltausstellung 1905 in Liège (Lüttich) wurde ein Palais de la Femme eingerichtet, um die Talente und Kompetenzen der belgischen Frauen zu präsentieren. In einem Pavillon im Parc de la Boverie wurden in drei Klassen die Fähigkeiten der Frauen gezeigt. Irène d’Olszowska reichte einen Entwurf für einen Fächer aus Jugendstilspitze ein. Die Jury hielt es für unmöglich, den Fächer herzustellen, und sie erhielt nur einen Prix de commisération (Preis für Mitleid), wie Hippolyte Fierens-Gevaert bedauerte. Dennoch gelang es ihr, das Bild in den Spitzenateliers von Brügge anfertigen zu lassen und zwei Jahre später auszustellen.
Irène d’Olszowska war Mitglied der Vereinigung Les Arts de la Femme, deren Ziel es war, die Arbeit von Künstlerinnen in der „Frauenindustrie“ zu fördern. Im Jahr 1910 gab sie für Les Arts de la Femme Kurse zur Perfektionierung von Spitzenentwürfen.
Die Arbeiten von Irène d’Olszowska wurden 1911 auf der Internationalen Ausstellung für Architektur und Kunstgewerbe in Lüttich und 1913 auf der Weltausstellung in Gent ausgestellt:
In Lüttich zeigt Les Arts de la Femme Objekte aus Spitze nach Entwürfen von Irène d’Olszowska: einen Spitzenfächer, einen Kragen, eine Tischdecke aus venezianischer Spitze und Bucheinbände mit den Titeln La Mer und Récits mérovingiens.
Auf der Weltausstellung 1913 in Gent zeigte Irène d’Olszowska einen Fächer und eine Halskette, die auf verschiedenen Seiten mit der Nadel gearbeitet waren. Das runde Modell für die Tischmitte ist aus naturfarbener Nadelspitze gearbeitet.
Über den weiteren Lebensweg von Irène d’Olszowska ist nichts bekannt.